# AS Aix
El AS Aix es un equipo de fútbol de Francia que juega en la Provence Départemental 1.

## Historia
Fue fundado en el año 1941 en la ciudad de Aix-en-Provence con el nombre Association sportive d'Aix-en-Provence luego de la fusión de los equipos Football Club Aixois y Union Sportive Aixoise y entre 1945 y 1953 estuvo en la cuarta división de Francia.
En 1953 logra ser equipo profesional luego de lograr el ascenso a la Ligue 2, siendo un equipo que estuvo entre los equipos de la mitad de abajo de la tabla hasta 1964. En la temporada de 1966/67 el club termina en cuarto lugar de la Ligue 2, lo que lo clasificó a un playoff de ascenso en el cual superó a Toulouse, Nimes Olympique y SC Bastia para logra el ascenso a la Ligue 1 por primera vez en su historia.
Su debut en la primera división fue de seis victorias, ocho empates y 24 derrotas en 38 partidos, anotó 48 goles y recibió 95, por lo que descendió tras una temporada, en la cual llegó hasta la fase de octavos de final de la Copa de Francia donde fue eliminado por el AS Monaco.
En la temporada de 1971/72 el club abandonó su estatus de equipo profesional luego de descender de la Ligue 2, permaneció en la División 3 hasta 1991 cuando descendió nuevamente de categoría. Descendería a las divisiones regionales por problemas financieros que lo llevaron a un liquidación financiera, y en 2014 el club cambia su nombre por Pays d'Aix Football Club con el fin de crear un proyecto nuevo que incluía la sección de fútbol femenil, pero el 12 de julio de ese año el club sería sancionado por falsificación de licencia y sería relegado a las divisiones más bajas de Francia.
Al finalizar la temporada 2020/21 el club regresa a su denominación original tras la creación del Métropole Aix Marseille y por la denominación geográfica del club.

## Palmarés
- División de Honor Mediterránea: 2

1944, 1945
- División de Honor Regional Mediterránea: 1

2005
- Copa de Provence: 6

1947, 1953, 1975, 1977, 1988, 1994

## Entrenadores
- Fuente:[5]

- Yvan Beck
- Jules Dewaquez
- Roger Rohlion
- Pierre Danzelle
- Robert Ruocco
- Jean Prouff (1953–1954)
- Henri Roessler (1954–1955)
- Michel Jacques
- Spasoje Nikolić (1959–1960)
- Gunnar Johansson (1960–1961)
- Bela Herczeg (1961–1968)
- René Vernier (1968–1970)
- Dominique Mori (1970–1971)
- Bela Herczeg (1971–1972)
- Paul Lévin (1972–1973)
- Louis Constantino (1973–1974)
- Roland Mitoraj (1974–1976)
- René Vernier (1976–1979)
- Louis Constantino (1979–1980)
- André Moulet (1981–1982)
- Bela Herczeg (1982–1983)
- Jules Zvunka (1983–1984)
- Yannick Bonnec (1985–1986)
- Georges Korac (1990–1992)
- Robert Vecchioni (1999–2001)
- Lekbir Halloum (2004–2007)
- Cyril Granon (2007–2008)
- Daniel Xuereb (2008–2009)[6]
- André Bodji (2009–2011)
- Jean-Luc Reda (2011–2012)
- Lekbir Halloum (2012–2014)
- Thierry Izurieta (2014-2015)
- Karim Zouaoui (2015-2017)
- Nicolas Bardet (2017-2019)
- Julien Greco (2019-2021)
- Jean-Marc Ferreri (2021-)

## Jugadores

### Jugadores destacados
- Joseph Alcazar
- Gunnar Andersson
- Jean Baratte
- Ivan Bek
- Bruno Bini
- Rubén Bravo
- Caju
- Georges Carnus
- Lucien Cossou
- René Exbrayat
- Raoul Giraudo
- Cyril Granon
- Henri Guérin
- Erik Kuld Jensen
- Gunnar Johansson
- Jean-Louis Leonetti
- Jean Luciano
- Yannick Makota
- Sébastien Maté
- Henri Michel
- Aimé Mignot
- Roland Mitoraj
- Éric Mura
- Rachid Natouri
- Kurt Nielsen
- Robert Péri
- Christian Peyron
- Jean Prouff
- Roger Rolhion
- Jean-Pierre Teisseire
- André Travetto
- Joseph Ujlaki
- Joël Wakanumuné